# Grupo Sogevinus SGPS SA
Die Grupo Sogevinus SGPS SA ist eine Holding für Wein- und Portweinproduzenten mit Sitz in Vila Nova de Gaia in Portugal, unter deren Dach die Marken Cálem, Barros, Burmester, Kopke und Quinta da Boavista geführt werden. Die Holding wurde 1998 gegründet und gehört der spanischen Bank „ABANCA Corporación Bancaria  S.A.“. Mit einem jährlichen Ausstoß von 6 Millionen Liter Portwein und 1,5 Millionen Litern Weiß- und Rotwein gehört die Gruppe zu den größten portugiesischen Weinproduzenten.